# Sphagnum bartlettianum
Sphagnum bartlettianum är en bladmossart som beskrevs av Warnstorf 1911. Sphagnum bartlettianum ingår i släktet vitmossor, och familjen Sphagnaceae. Inga underarter finns listade i Catalogue of Life.